# دائرة الداموس
دائرة الداموس هي إحدى دوائر ولاية تيبازة الجزائرية.